# غريغ ماكدونالد
غريغ ماكدونالد (بالإنجليزية: Greg MacDonald)‏ هو لاعب كرة قدم أسترالية أسترالي، ولد في 1 ديسمبر 1954.

## وصلات خارجية
- غريغ ماكدونالد على موقع AustralianFootball.com (الإنجليزية)
- غريغ ماكدونالد على موقع AFLtables.com (الإنجليزية)